# Ардашир III
Ардашир III е персийски владетел (628 – 630 г.) от династията на Сасанидите.

## Управление
След смъртта на Кобад II, трона е наследен от неговия седемгодишен син Ардашир III, който властва 18 месеца, преди да бъде свален и убит от военачалника-узурпатор Шахрбараз.